# Poslanska skupina Liste Marjana Šarca
Poslanska skupina Liste Marjana Šarca je bila ena od poslanskih skupin 8. državnega zbora Republike Slovenije. 

## Sestava
- Brane Golubović - vodja poslanske skupine
- Jerca Korče - namestnica vodje poslanske skupine
- Lidija Divjak Mirnik
- Tina Heferle
- Aljaž Kovačič
- Darij Krajčič (odstopil 14. februarja 2019)
- Jože Lenart
- Nina Maurovič (nadomeščala Rudija Medveda med ministrskim mandatom)
- Rudi Medved
- Jani Möderndorfer (prestopil iz SMC)[1]
- Edvard Paulič
- Robert Pavšič
- Igor Peček
- Nik Prebil (zamenja Darija Krajčiča)
- Marjan Šarec
- Karla Urh (nadomeščala Marjana Šarca med časom premierstva)
- Andreja Zabret

#### Sekretka
- Bojana Bavec